# Festival of Pacific Arts
Das Festival of Pacific Arts oder Pacific Arts Festival (FESTPAC) ist ein Kunst-Festival, welches im gleichen Rhythmus wie die Olympischen Sommerspiele, jeweils durch ein anderes Land in Ozeanien (map) an wechselnden Orten ausgerichtet wird. Es wurde von der Pacific Community (früher: „Secretariat of the Pacific Community“) konzipiert, um den Abbruch traditioneller kultureller Praktiken durch den Kultur-Austausch einzudämmen. Hauptthema des Festivals sind traditionelle Lieder und Tänze. Das Festival of Pacific Arts 2016 wurde vom 22. Mai bis 4. Juni 2016 in Hagåtña, Guam, ausgerichtet. Es war das 12. Festival der pazifischen Künste. Das Festival fiel 2020 Corona-bedingt aus und wird im Juni 2024 in Honolulu, Hawaii, nachgeholt.

## Organisation
Das Pacific Cultural Council (ehemals „Pacific Arts Council“ oder „Council of Pacific Arts“, „South Pacific Arts Festival Council“) wählt das Gastgeberland aus und erkennt an, dass jedes teilnehmende Land die Möglichkeit haben möchte, seine einzigartige indigene Kultur zu präsentieren. Die Auswahl der Gastgeber erfolgt nach den Grundsätzen der Gleichheit, wobei Länder bevorzugt werden, die noch keine Gastgeber waren. Das Gastgeberland des Festivals übernimmt die Kosten der Teilnehmer für Anreise, Unterkunft, Verpflegung und andere Formen der Bewirtung vor Ort. Der Eintritt zu allen künstlerischen Veranstaltungen ist für die Öffentlichkeit frei, wodurch die kulturelle Reichweite und Inklusion maximiert wird.
Durch seine Weite behindert der Pazifische Ozean den sozialen und kulturellen Austausch zwischen den Bewohnern seiner meist isolierten Inselstaaten. Das Festival, kein Wettbewerb, sondern ein kultureller Austausch, bringt Menschen zusammen und stärkt die regionale Identität und die gegenseitige Wertschätzung der pazifischen Kultur. Die teilnehmenden Länder wählen Künstlerdelegierte aus, welche die Nation an diesem Schnittpunkt der Kulturen vertreten sollen, was eine große Ehre darstellt.

## Jubiläumsfestival 2008
Etwa 2.000 Künstler besuchten das Festival of Pacific Arts 2008, welches das 10. Jubiläum darstellte. Die Teilnehmer kamen aus den Ländern Amerikanisch-Samoa, Australien, Cookinseln, Osterinsel, Föderierte Staaten von Mikronesien, Fidschi, Französisch-Polynesien, Guam, Hawaii, Kiribati, Marshallinseln, Nauru, Neukaledonien, Neuseeland, Niue, Norfolkinsel, Nördliche Marianen, Palau, Papua-Neuguinea, Pitcairninseln, Samoa, Salomonen, Tokelau, Tonga, Tuvalu, Vanuatu und Wallis und Futuna. Taiwan erhielt die Erlaubnis eine Delegation von 80 Darstellern und Künstlern zu entsenden. Viele von ihnen waren Indigene Taiwaner.

## Festival 2012
Doreen Kuper war Vorsitzende des Festival of Pacific Arts in Honiara 2012. Das Festival zog 200.000 Zuschauer an und 3.000 Darsteller aus 24 Ländern beteiligten sich. Während ihrer Zeit als Vorsitzende leitete Kuper Aufrufe zur Restitution (repatriation) von Kunst und Artefakten der Salomonen aus nicht-pazifischen Ländern.

## Veranstaltungsorte
| Festivalnummer | Jahr | Datum                        | Ort                            | Motto |
| -------------- | ---- | ---------------------------- | ------------------------------ | --- |
| 1.             | 1972 | 6. Mai – 20. Mai             | Suva, Fidschi                  | „Preserving culture“ |
| 2.             | 1976 | 6. März – 13. März           | Rotorua, Neuseeland            | „Sharing culture“ |
| 3.             | 1980 | 30. Juni – 12. Juli          | Port Moresby, Papua-Neuguinea  | „Pacific awareness“ |
| 4.             | 1985 | 29. Juni – 15. Juli          | Tahiti, Französisch-Polynesien | „My Pacific“ |
| 5.             | 1988 | 14. August – 24. August      | Townsville, Australien         | „Cultural interchange“ In diesem Jahr war der Dramatiker Robert J. Merritt, ein Aborigine Vorsitzender.                                                      |
| 6.             | 1992 | 16. Oktober – 27. Oktober    | Rarotonga, Cookinseln          | „Seafaring heritage“ |
| 7.             | 1996 | 8. September – 23. September | Apia, Samoa                    | „Tala Measina“ |
| 8.             | 2000 | 23. Oktober – 3. November    | Nouméa, Neukaledonien 25px     | „Words of past, present, future“ |
| 9.             | 2004 | 22. Juli – 31. Juli          | Koror, Palau                   | „Oltobed a Malt – Nurture, Regenerate, Celebrate“ |
| 10.            | 2008 | 20. Juli – 2. August         | Pago Pago, Amerikanisch-Samoa  | Su’iga’ula a le Atuvasa: Threading the Oceania ’Ula |
| 11.            | 2012 | 1.–14. Juli                  | Honiara, Salomonen             | „Culture in Harmony with Nature“ |
| 12.            | 2016 | 22. Mai – 4. Juni            | Hagåtña, Guam                  | “What We Own, What We Have, What We Share, United Voices of the PACIFIC” ~ “Håfa Iyo-ta, Håfa Guinahå-ta, Håfa Ta Påtte, Dinanña’ Sunidu Siha Giya PASIFIKU” |
| 13.            | 2020 | 10.–21. Juni 2020            | Honolulu, Hawaii               | Aufgrund COVID-19 ausgefallen. |
| 13.            | 2024 | 6.–16. Juni 2024             | Honolulu, Hawaii               | „TBA“ |